# Gobelovina
Gobelovina je naseljeno mjesto u općini Konjic, Federacija Bosne i Hercegovine, BiH.
Nalazi se na planini Bitovnji, sjeverno od Konjica.

## Stanovništvo

### 1991.
Nacionalni sastav stanovništva 1991. godine, bio je sljedeći:
ukupno: 147
- Muslimani – 147

### 2013.
Nacionalni sastav stanovništva 2013. godine, bio je sljedeći:
ukupno: 45
- Bošnjaci – 45

## Vanjske poveznice
- Satelitska snimka  Arhivirana inačica izvorne stranice od 18. veljače 2021. (Wayback Machine)